# Labatut-Rivière
Labatut-Rivière è un comune francese di 355 abitanti situato nel dipartimento degli Alti Pirenei nella regione dell'Occitania.

## Società

### Evoluzione demografica
Abitanti censiti